# Gos molós

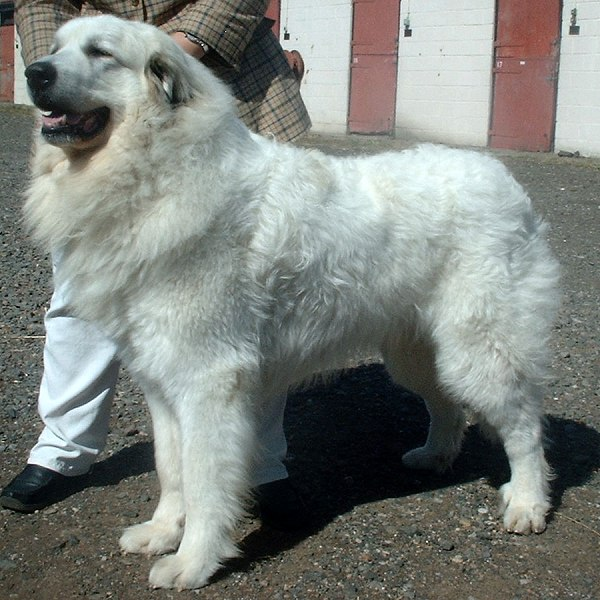
El gos de muntanya dels Pirineus és una de las races més grosses

Els molossos són un grup de gossos caracteritzats per tenir una constitució musculosa, fortes mandíbules, gran cap i musell curt, el que els fa ser excel·lents guardians i defensors. El seu nom procedeix de Molòssia, a l'antiga regió de l'Epir (Grècia), on els grans gossos eren coneguts per cuidar les ovelles i també per combatre en les guerres. Per això els gossos que tenen aquestes característiques es denominen molossos o molosoides en el camp de la cinologia. És freqüent l'ús dels termes mastí i dog com a sinònims de molós.

## Història
Hi ha relleus pertanyents a l'art assiri que mostren gossos similars als actuals molossos, la qual cosa els situa des de l'antiguitat en el Pròxim Orient. Per això algunes teories defensen que el seu origen estaria allà i que els fenicis van ser els qui els van introduir a Europa. També es diu que va ser Alexandre el Gran qui els va portar amb ell a Grècia després de la conquesta de Pèrsia. En alguns llocs aquests gossos reben el nom d'alans, atribuint el seu origen a la invasió del poble homònim, el que reforçaria la teoria de l'origen persa.
La veritat és que a Molòssia van ser molt apreciats, aconseguint gran fama fora de les seves fronteres. Amb l'expansió de l'Imperi Romà aquests gossos es van distribuir per tots els seus territoris, utilitzant-se a l'amfiteatre i al camp de batalla.
A través de Marco Polo se sap de l'existència al Tibet d'un tipus de gos gran del que va dir que era «alt com un ruc i fort com un lleó». Aquests cans es poden identificar amb l'actual mastí tibetà.

## Races de molossos
La Federació Cinològica Internacional reuneix les diferents races canines de tipus molós o molosoide en el Grup II, Secció 2. Aquesta secció està subdividida en: 2.1 .- molossos de tipus dog i 2.2 .- molossos de tipus muntanya. Hi ha tres races amb característiques físiques i de caràcter que, tot i que es corresponen amb gossos de tipus molosoide, per la seva petita grandària han estat incloses en el Grup IX, Secció 11 .- molossos de mida petita.

### Molossos de tipus dog

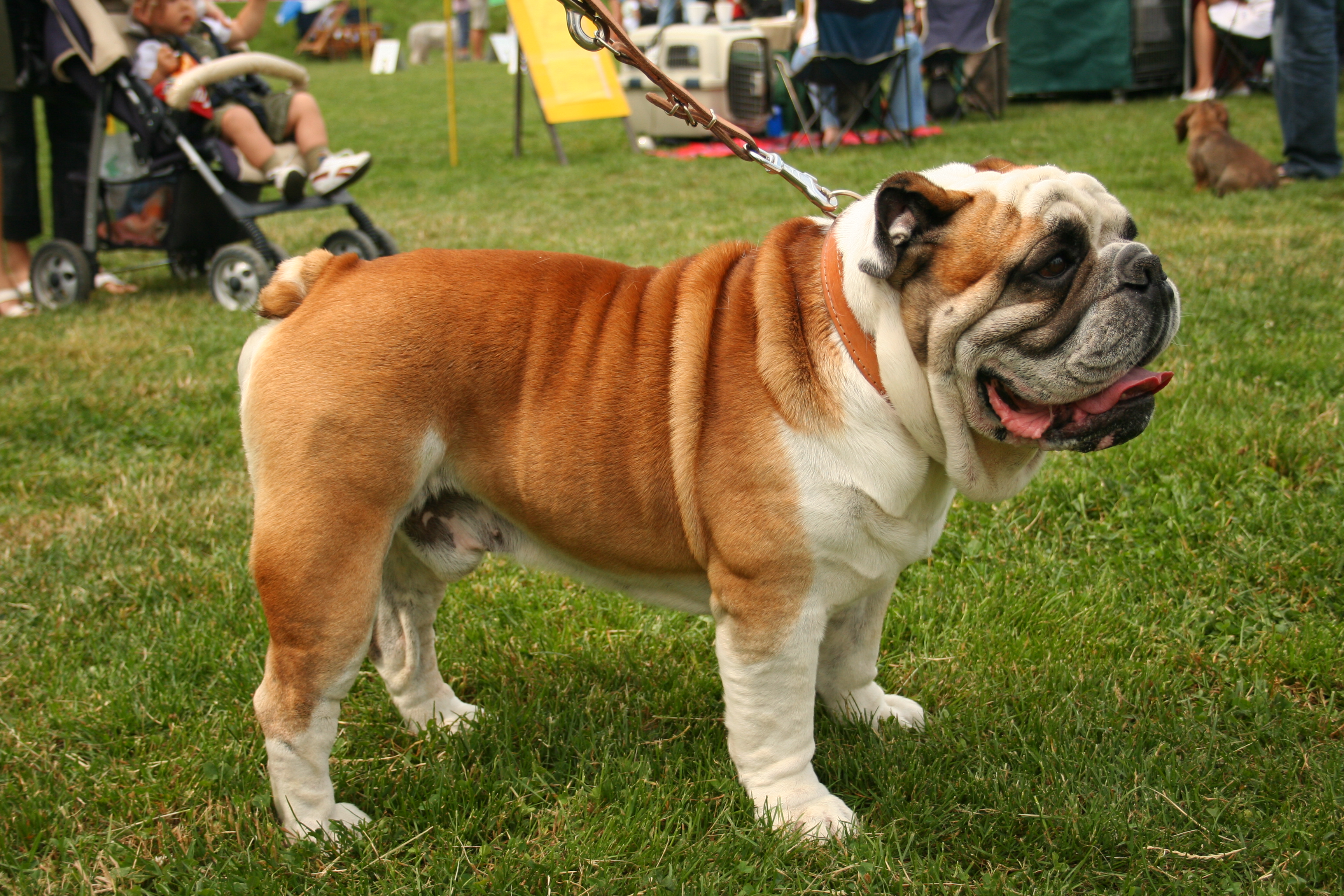
Buldog anglès
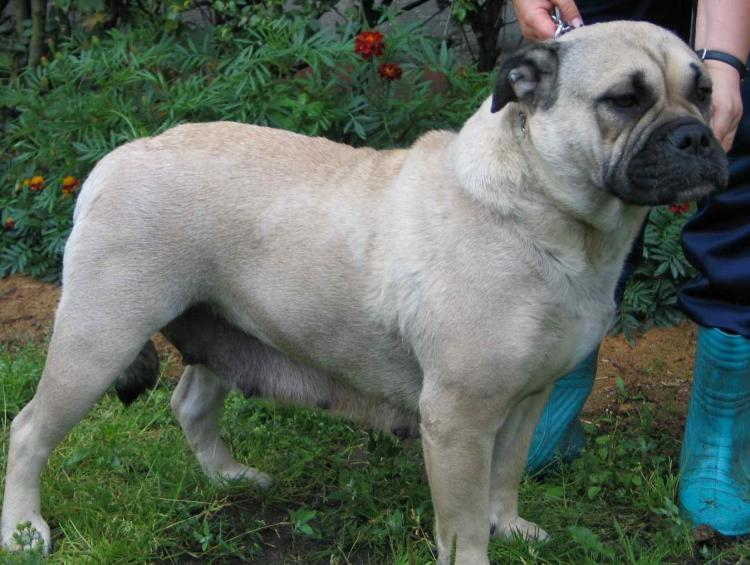
Ca de bou
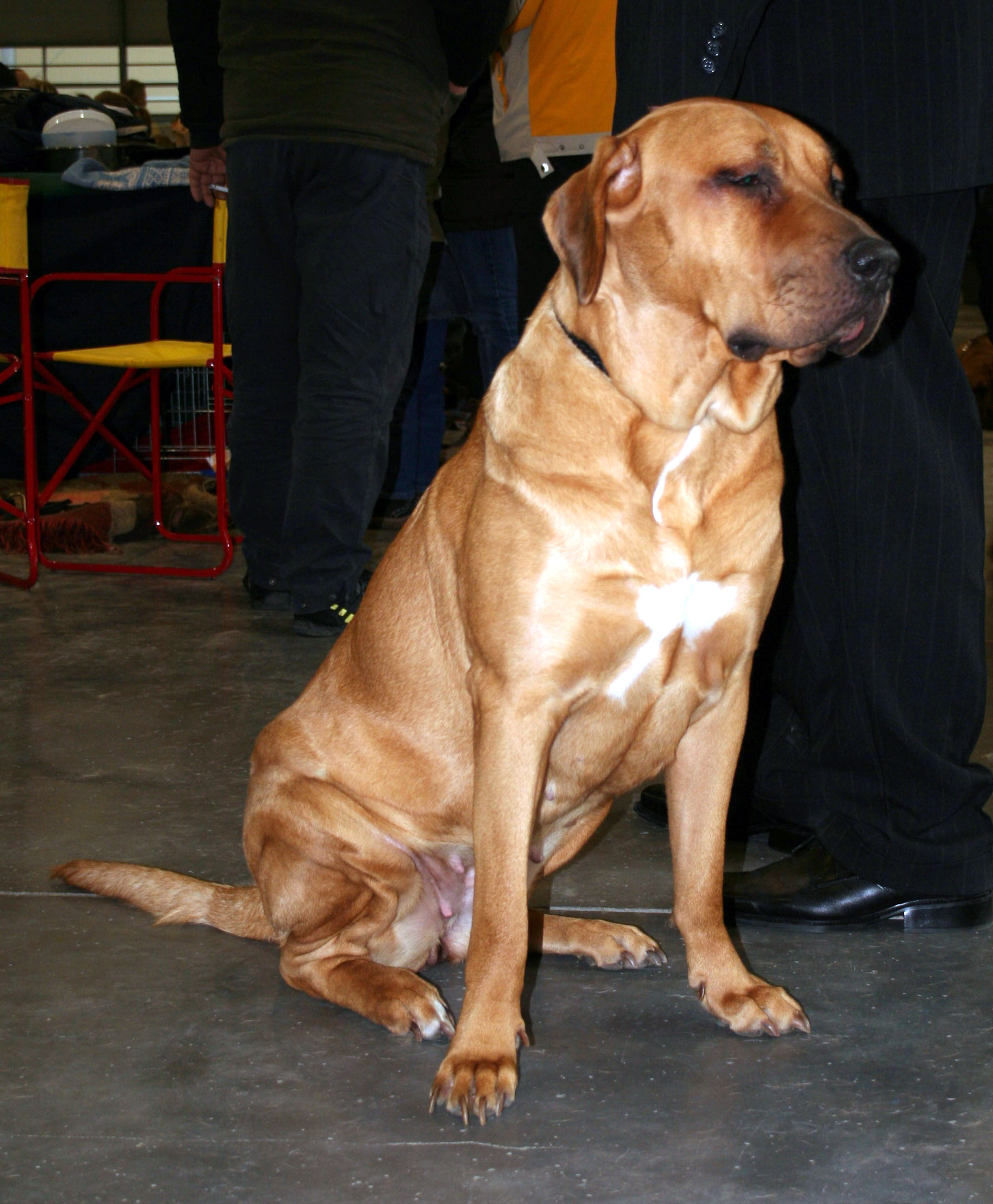
Tosa Inu
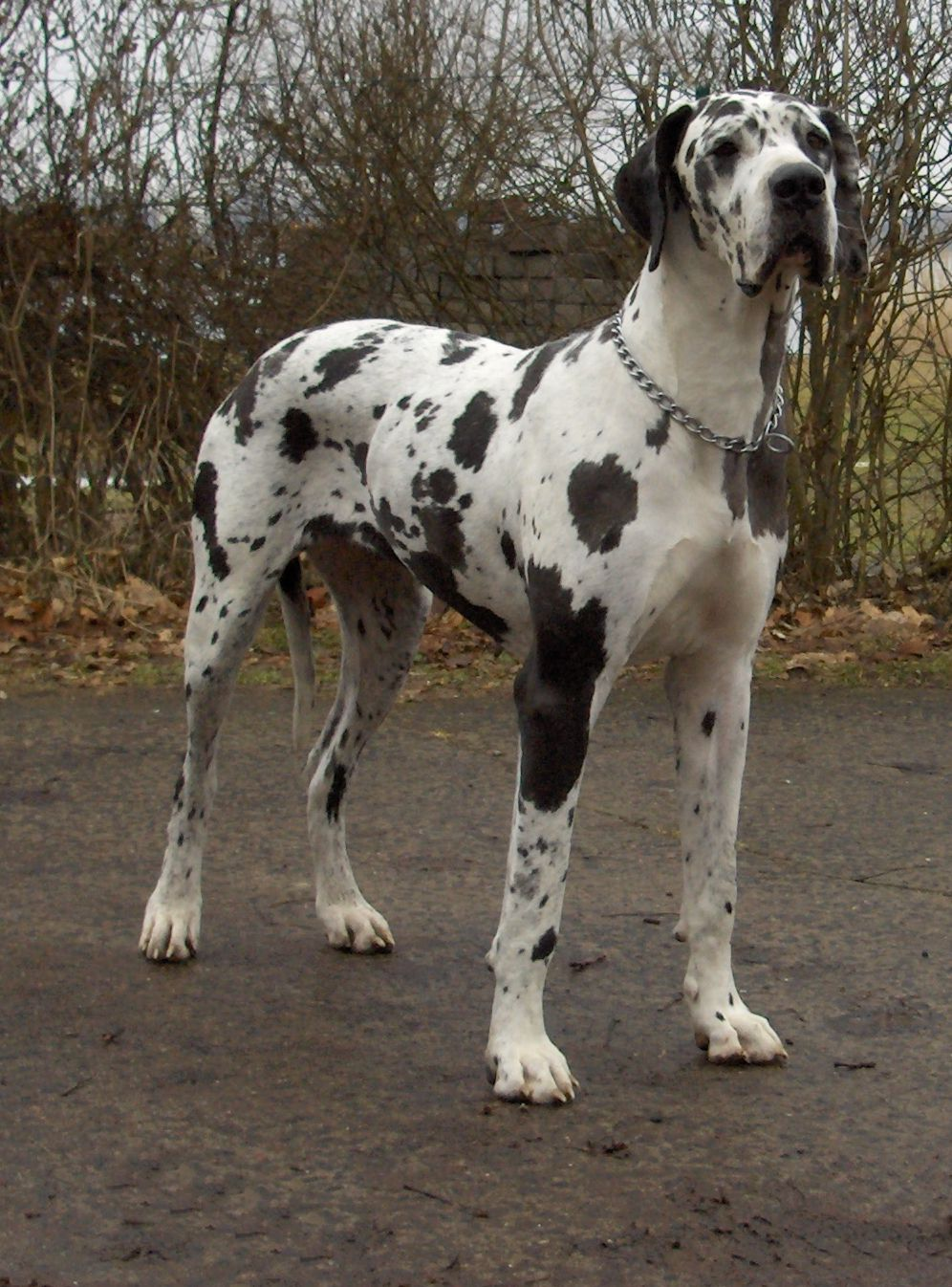
Gran danès
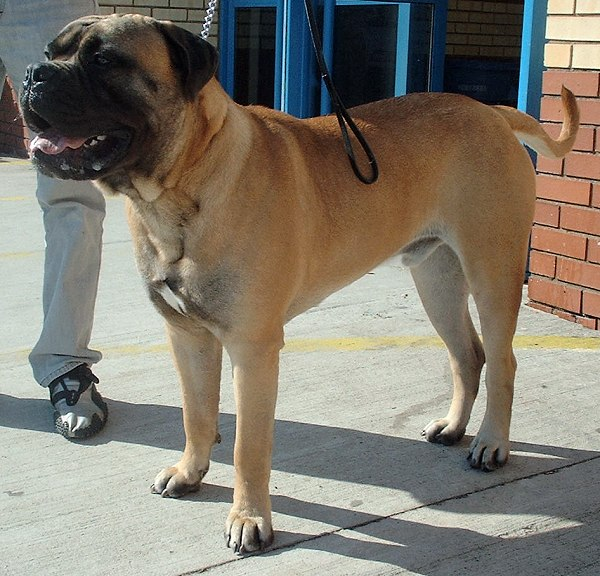
Bullmastiff
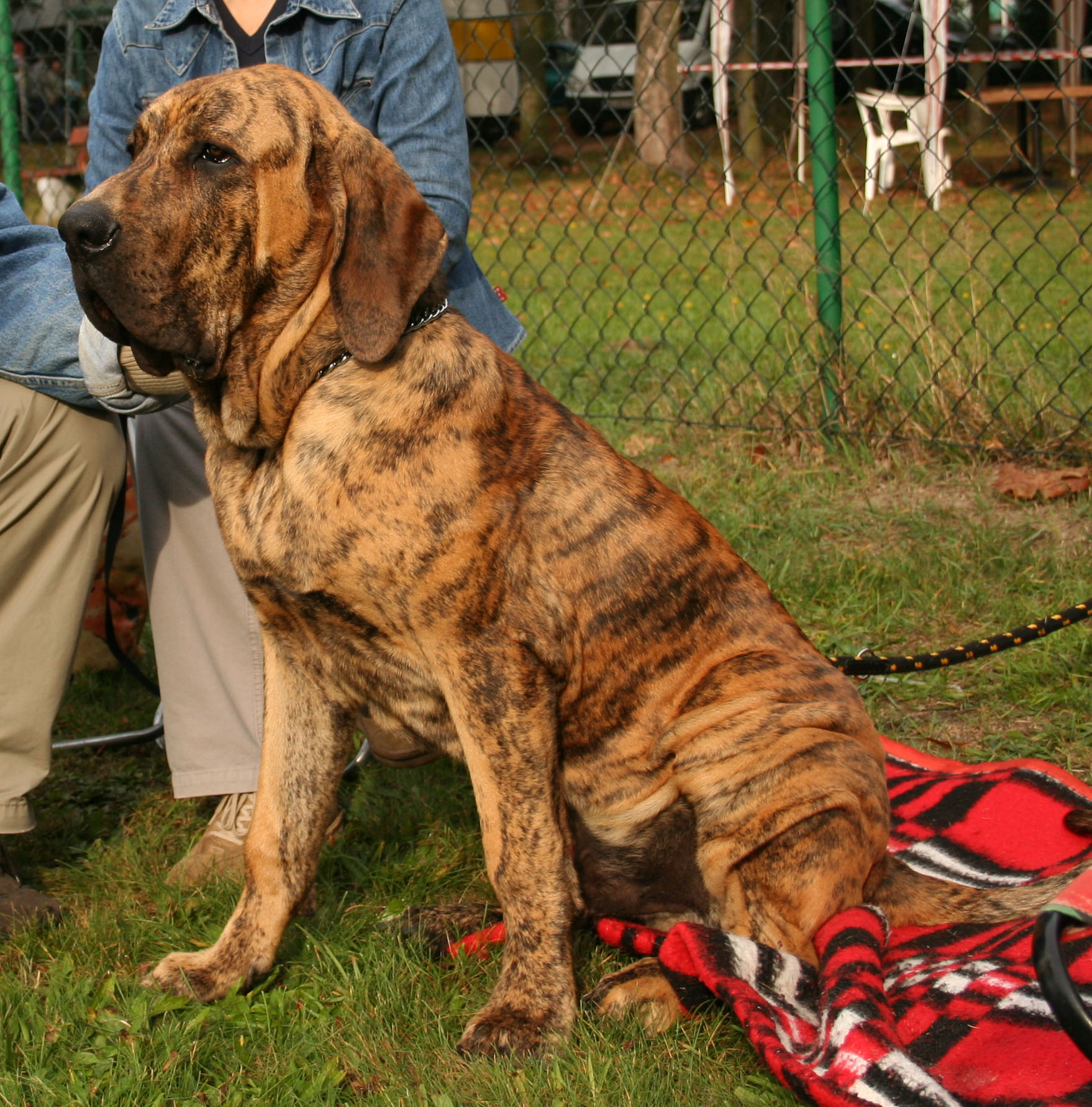
Fila Brasileiro
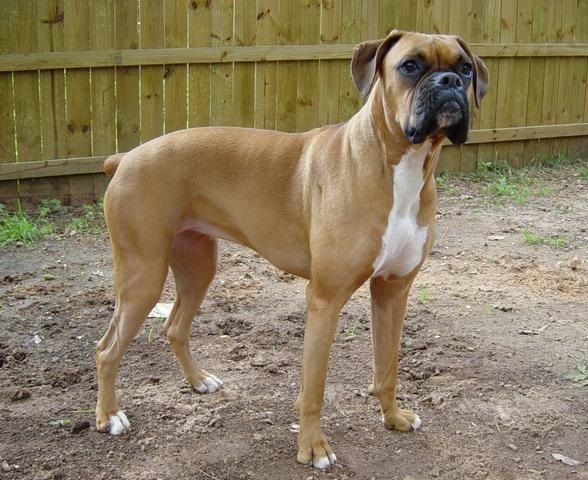
Bòxer
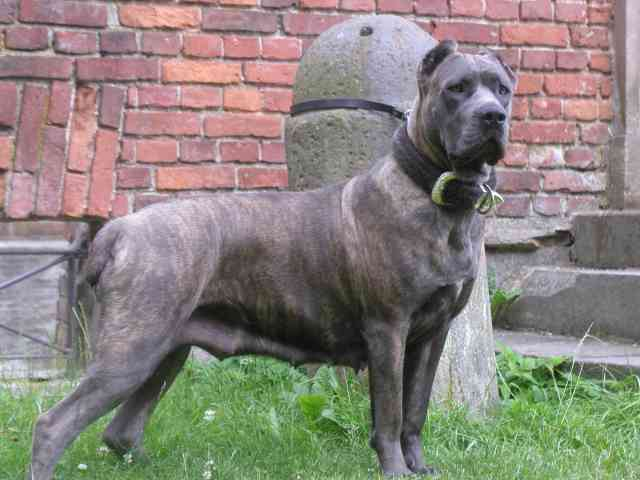
Cane Corso d'Itàlia
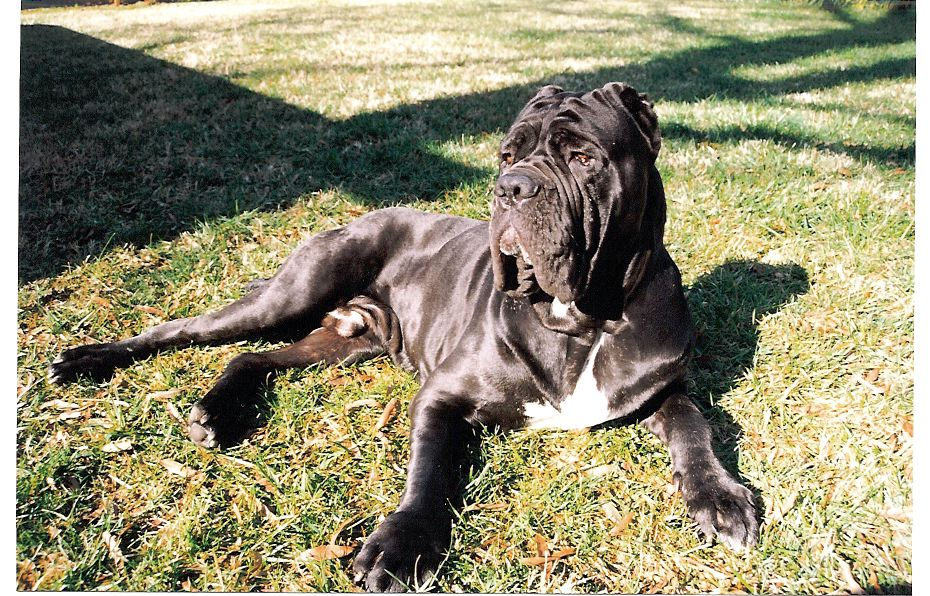
Mastí napolità
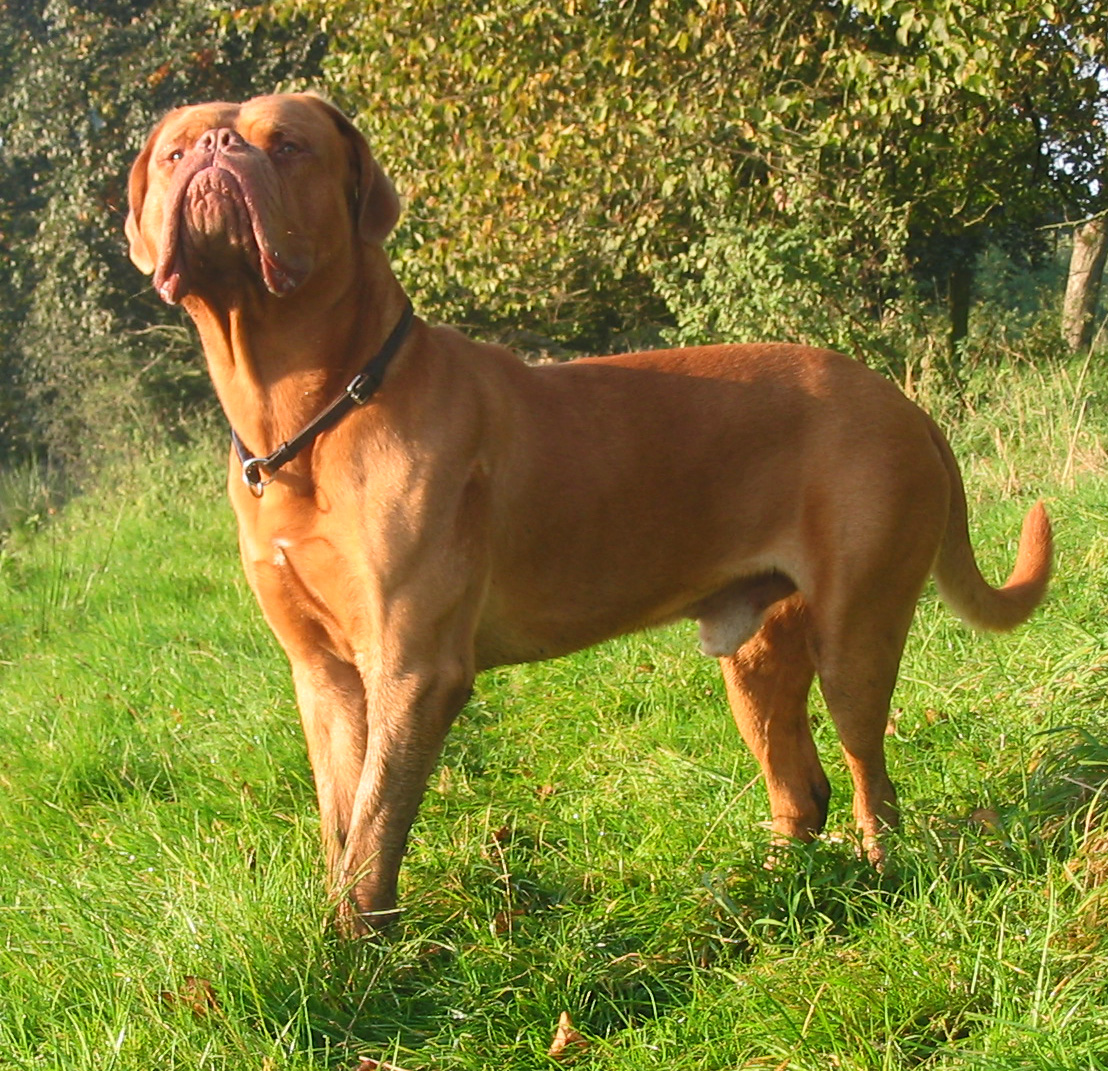
Dog de Bordeus
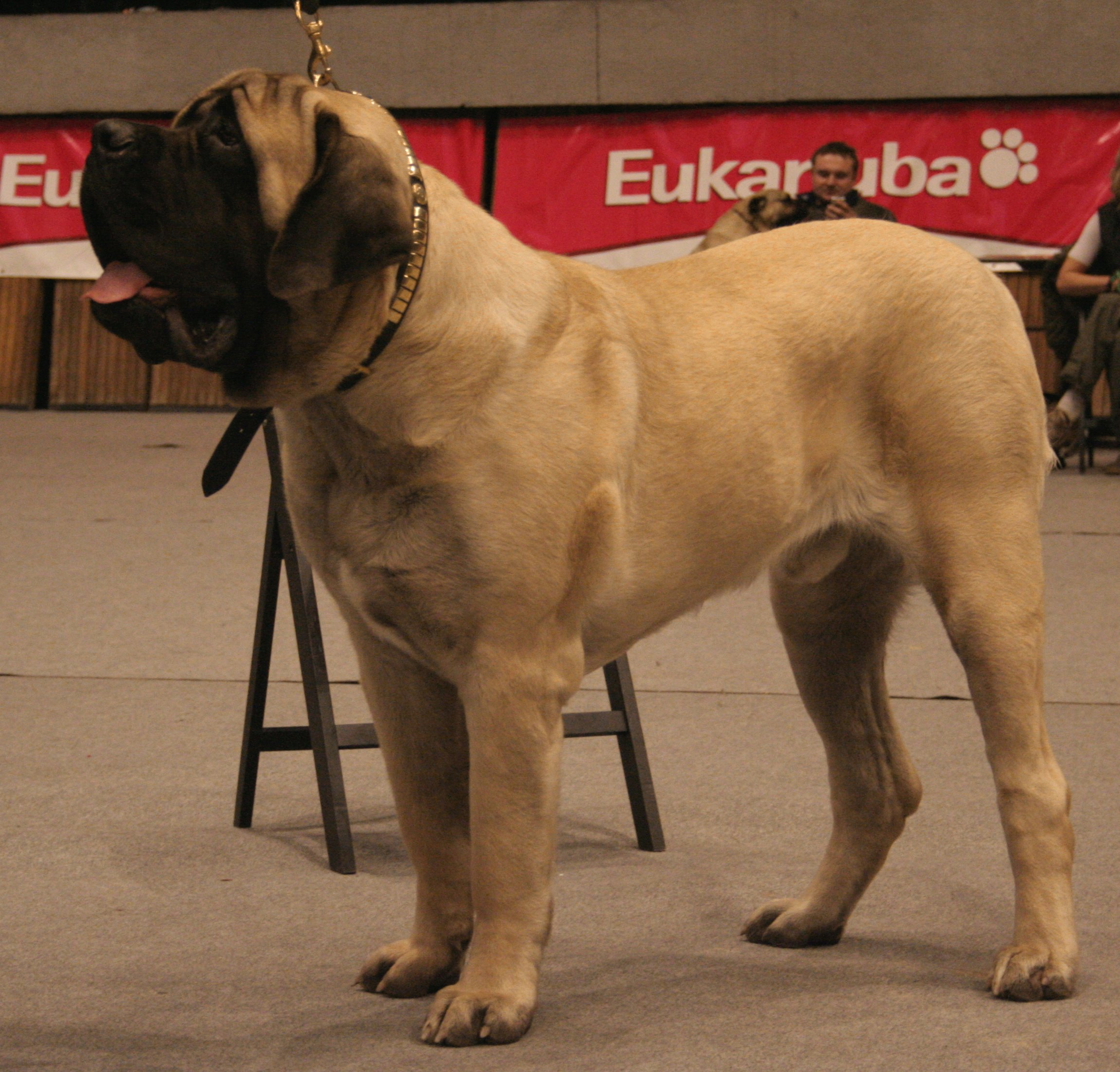
Mastí anglès
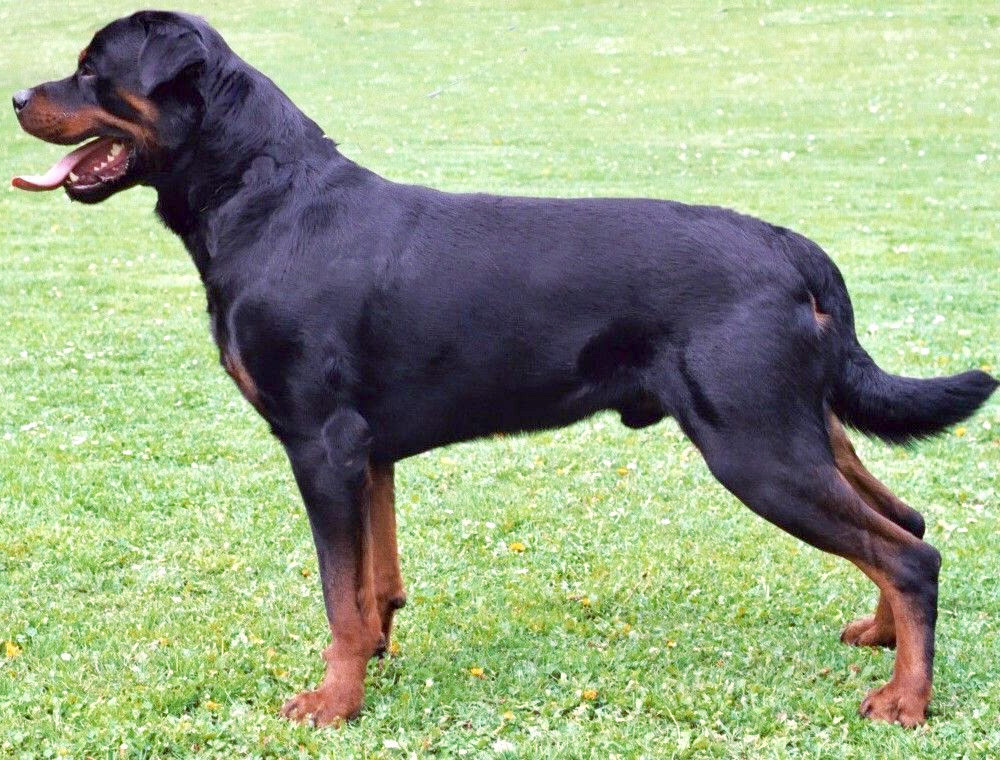
Rottweiler
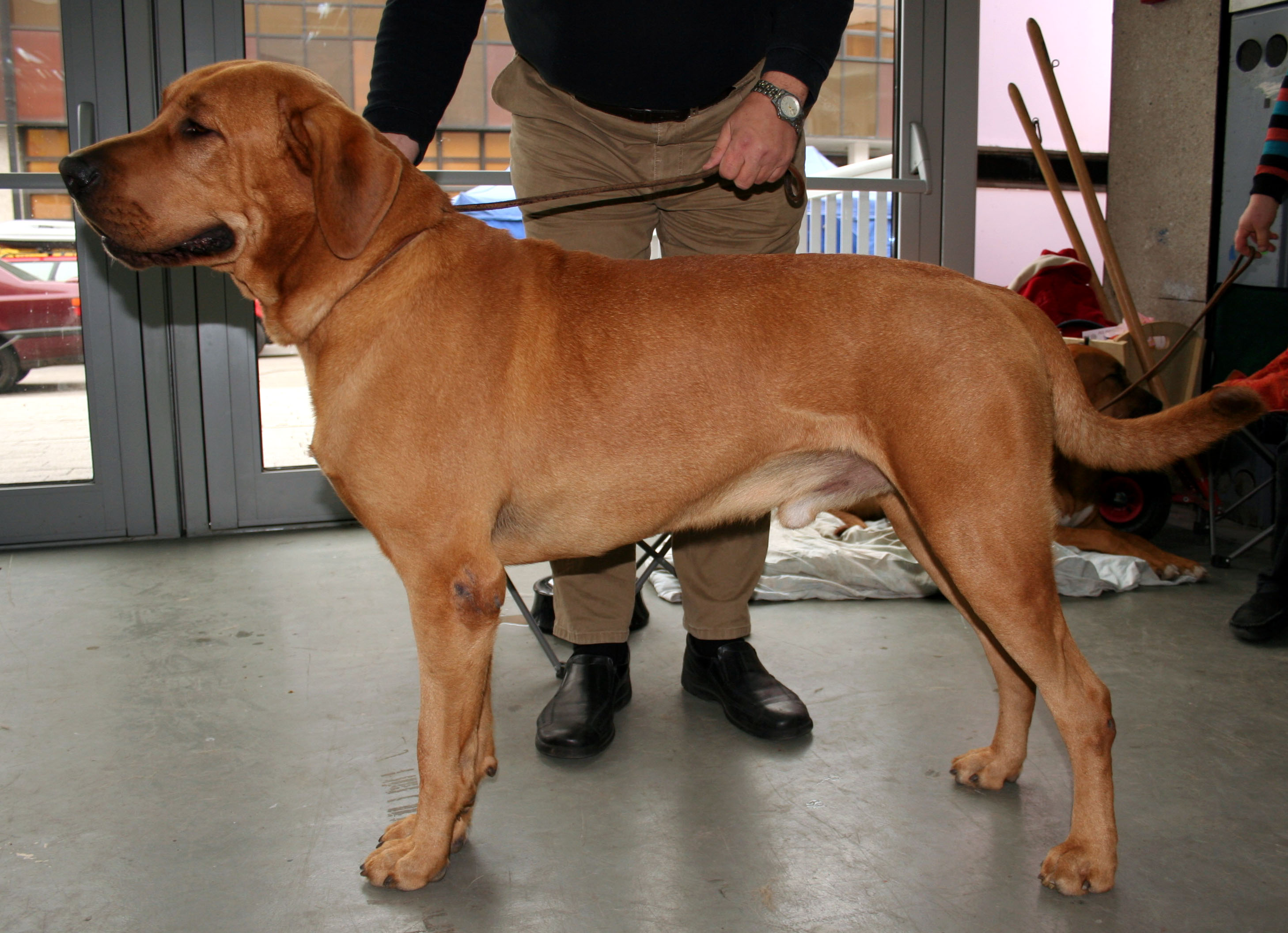
Broholmer
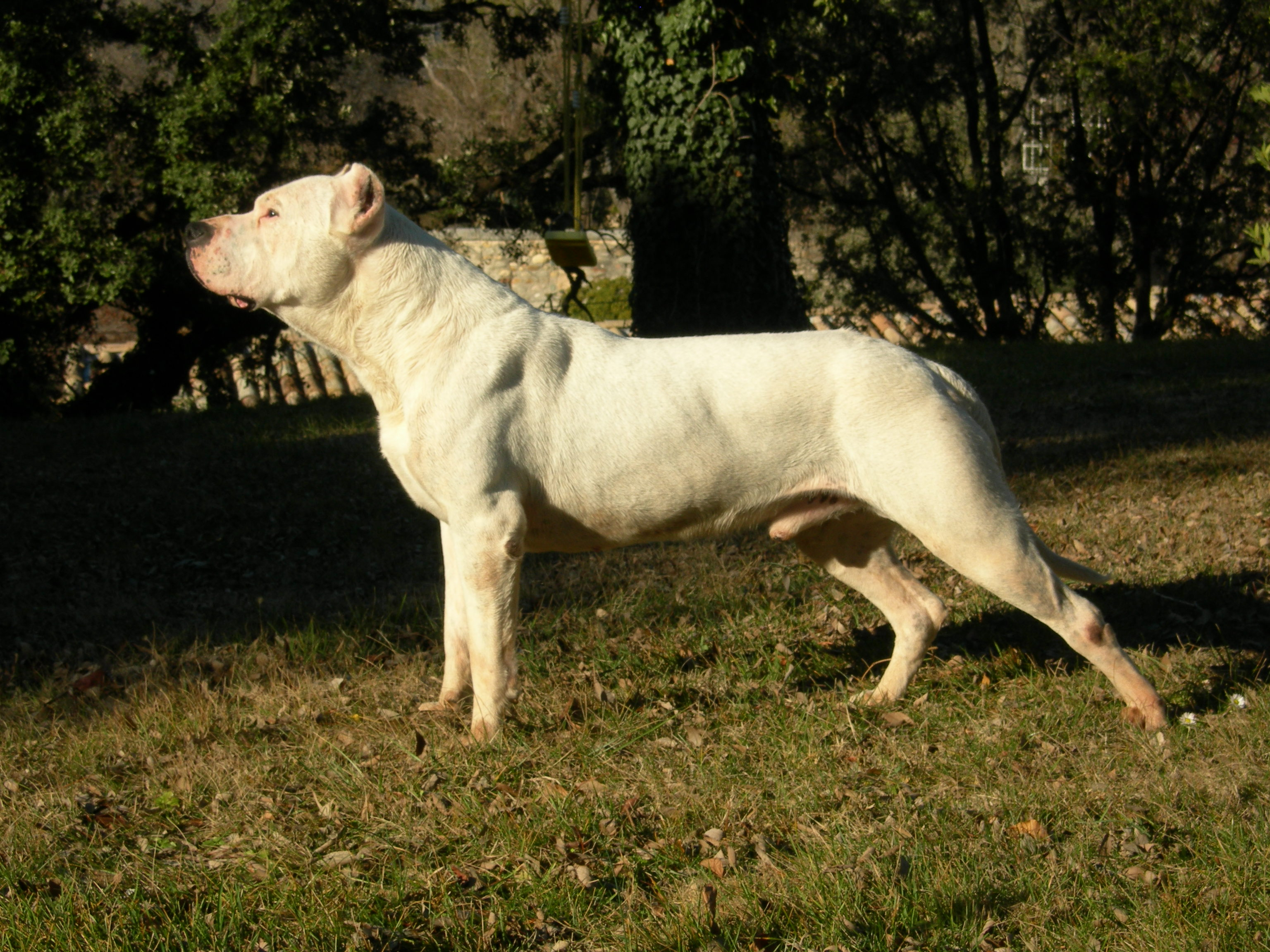
Dog argentí

### Molossos de tipus muntanya

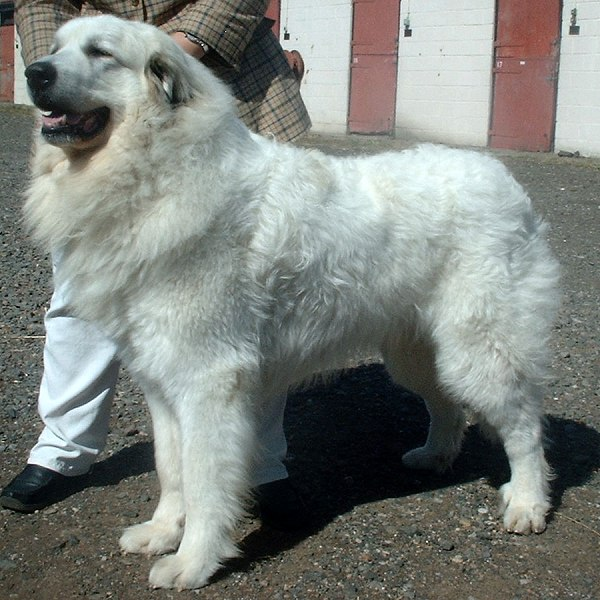
Gos de muntanya dels Pirineus
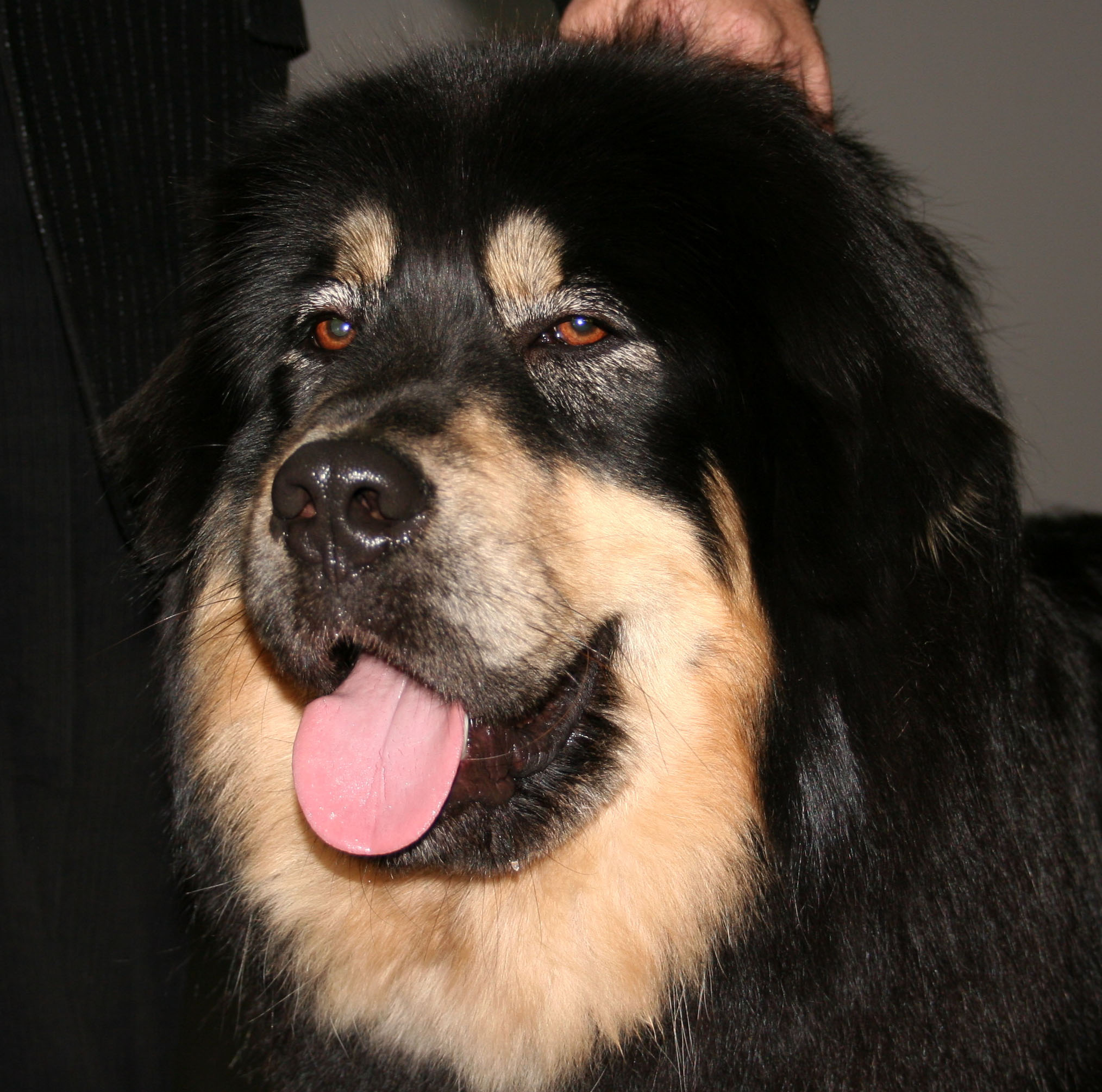
Mastí tibetà
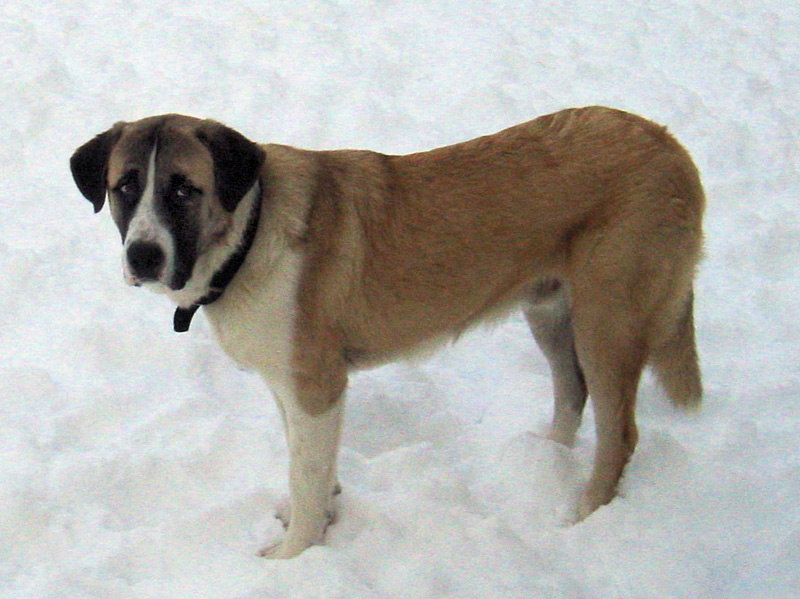
Rafeiro do Alentejo
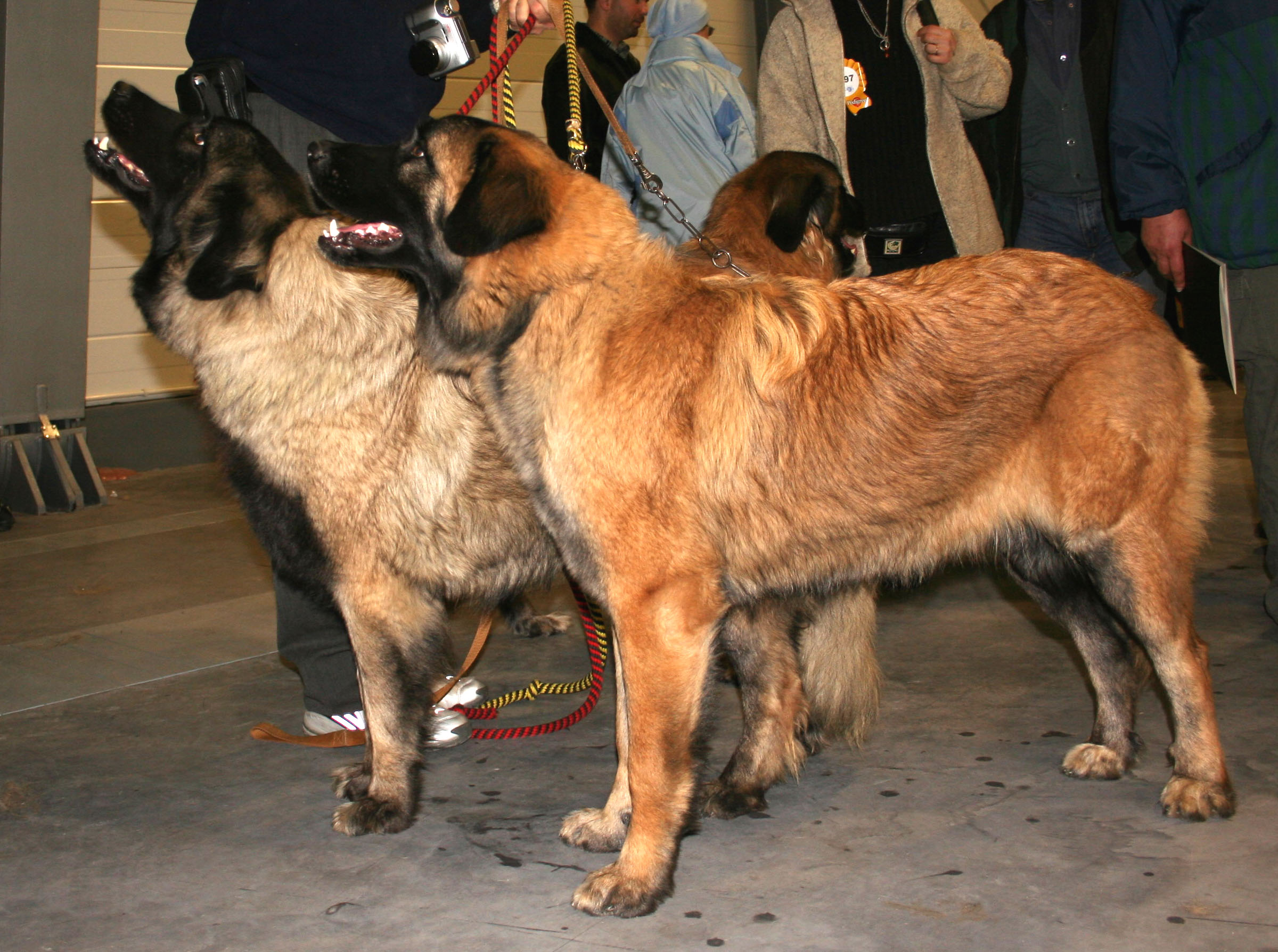
Cão da Serra da Estrela
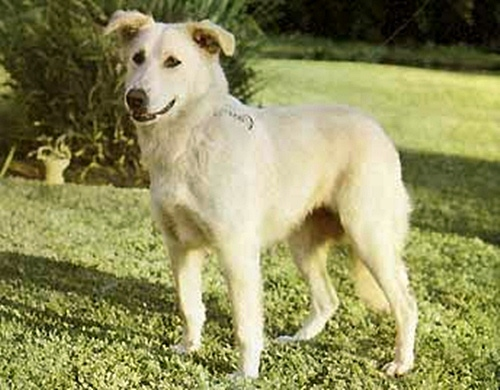
Aïdi
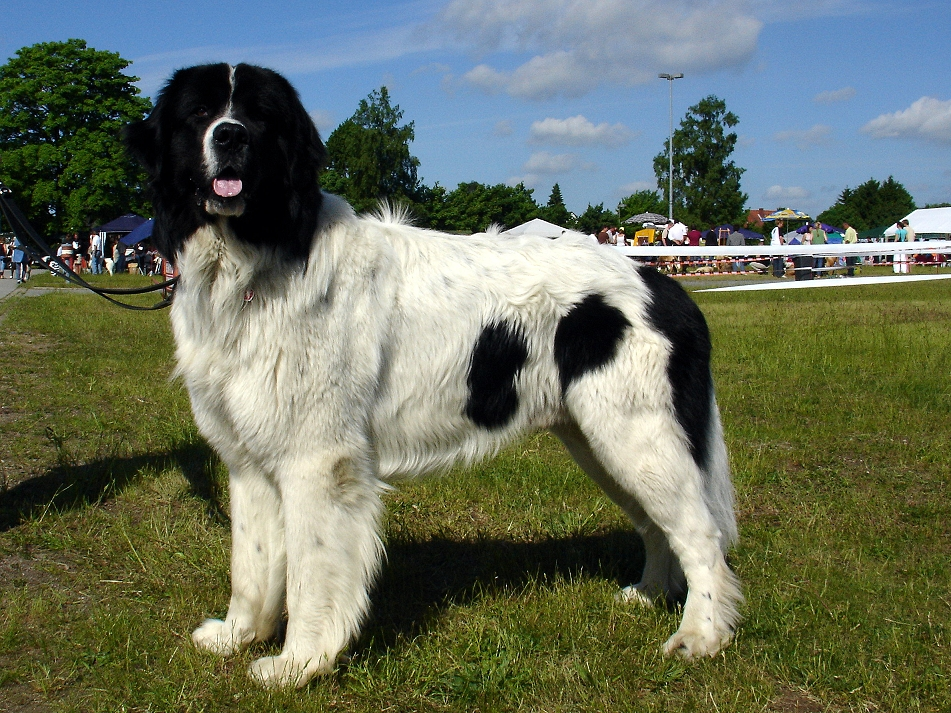
Landseer
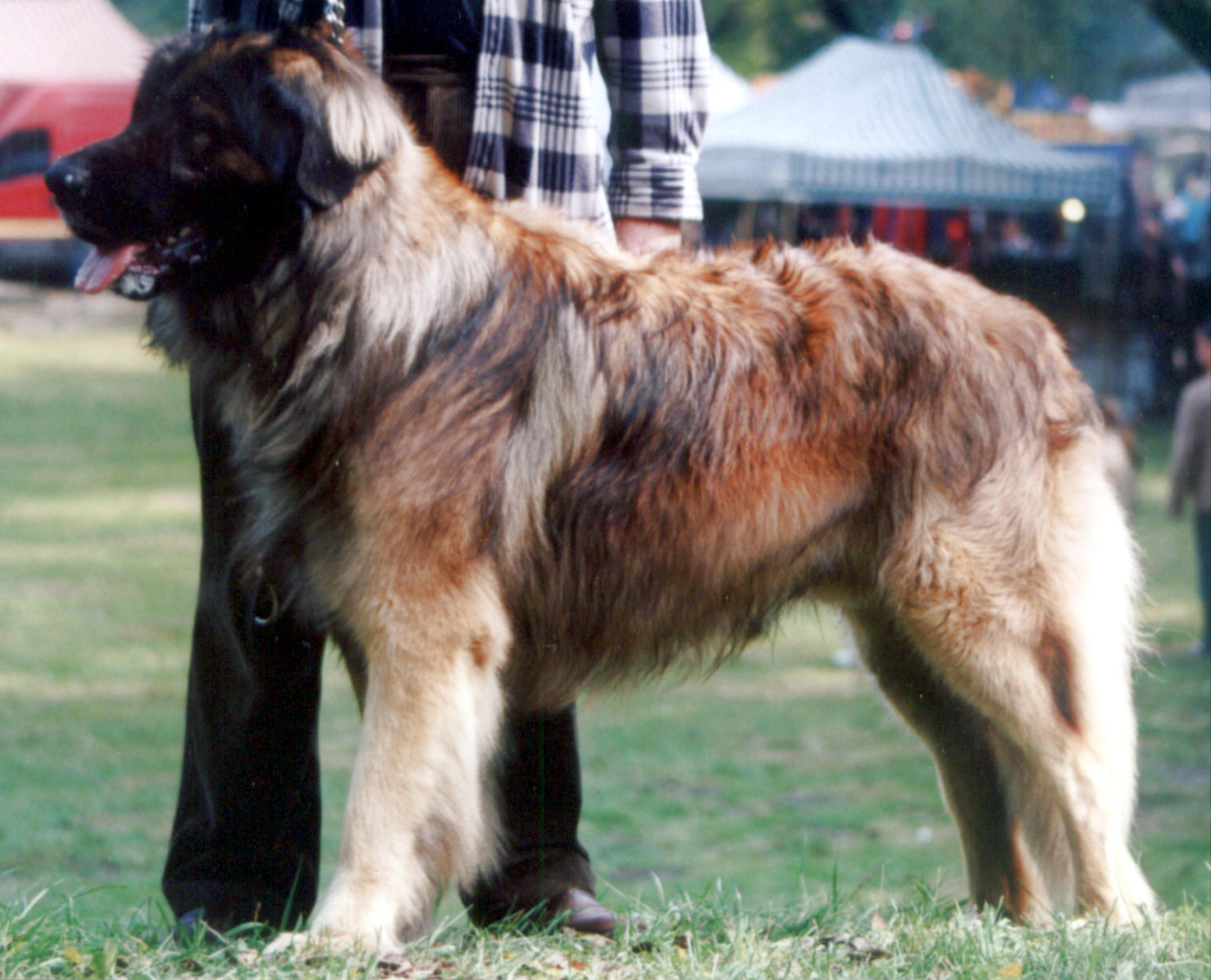
Leonberger
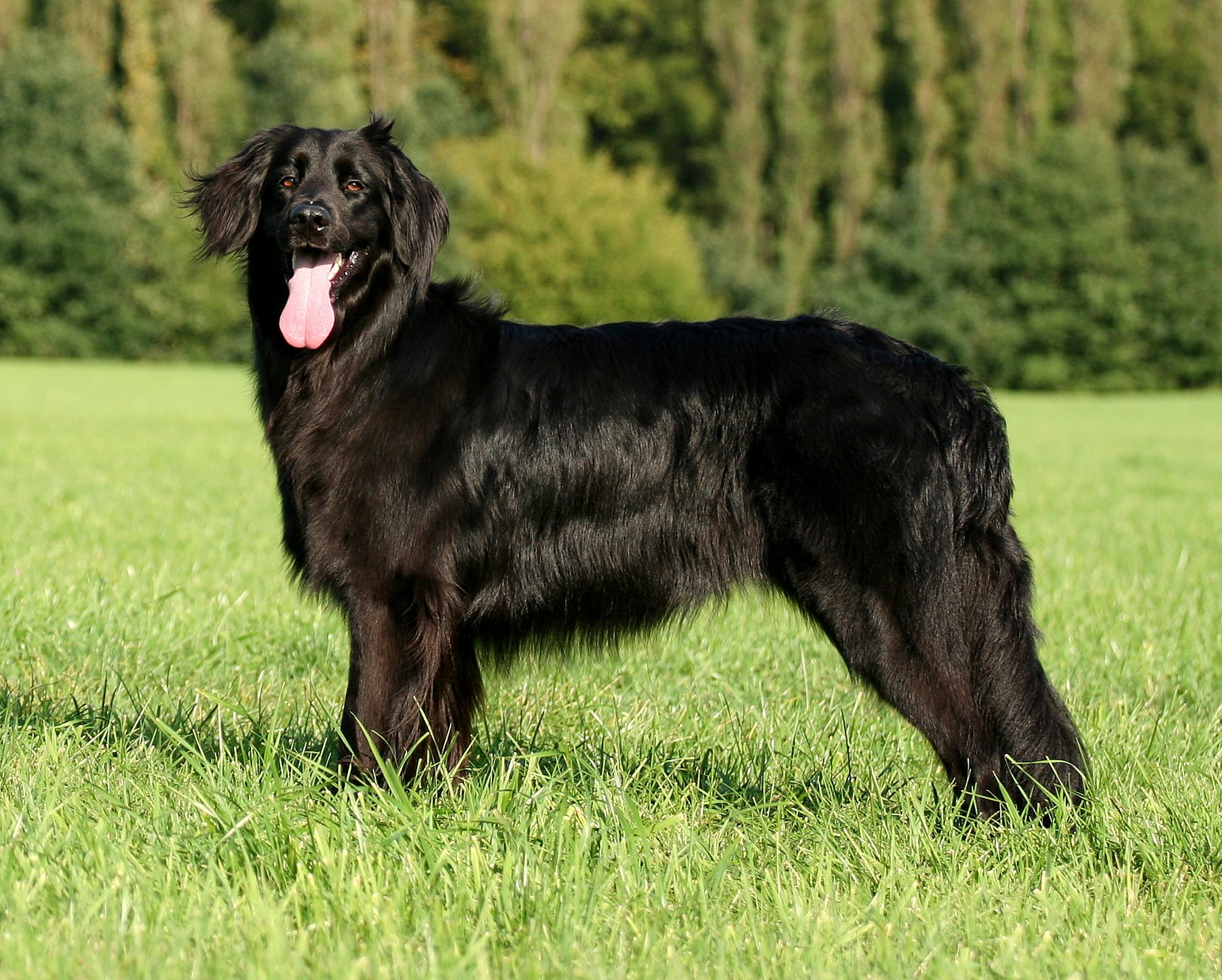
Hovawart
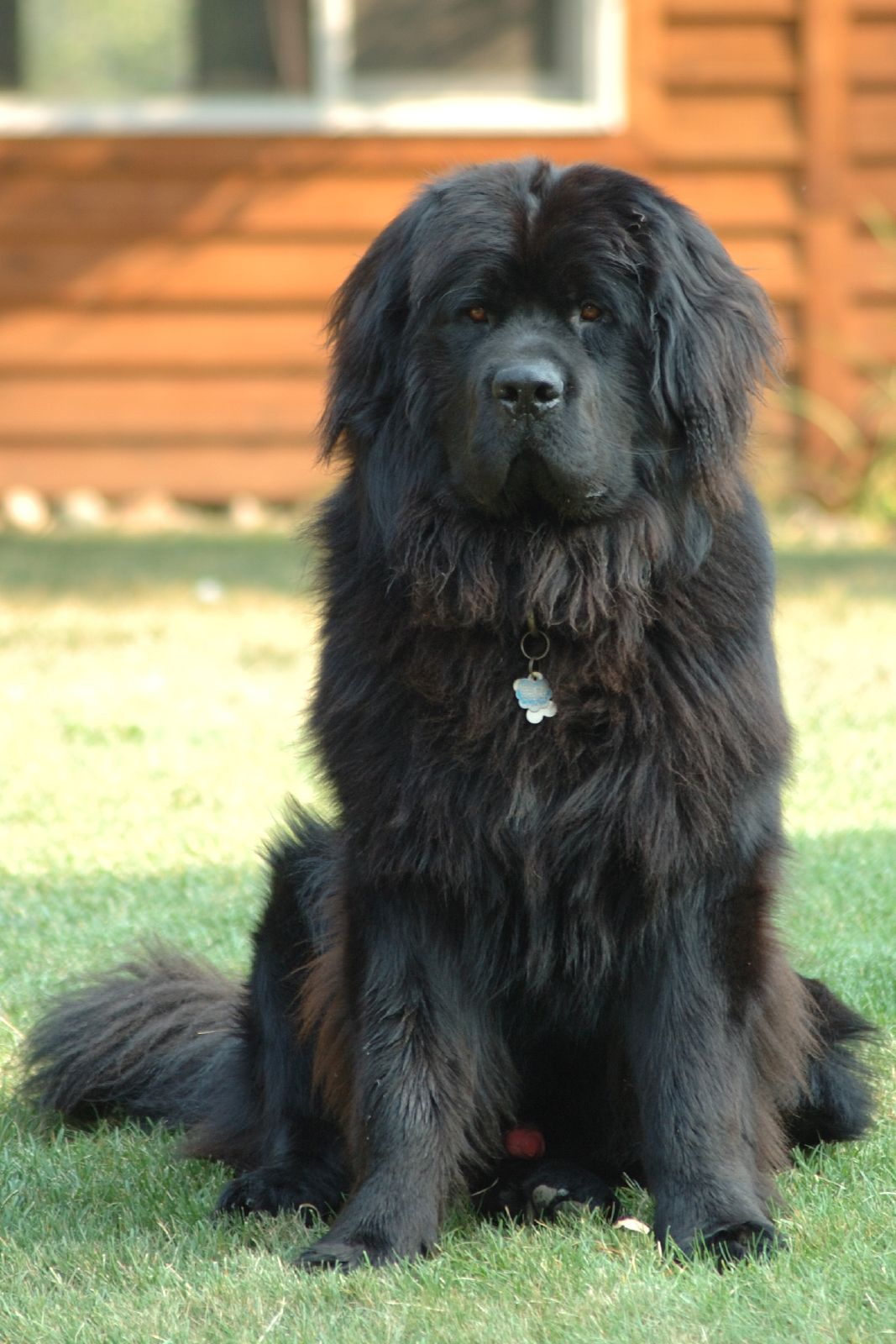
Terranova
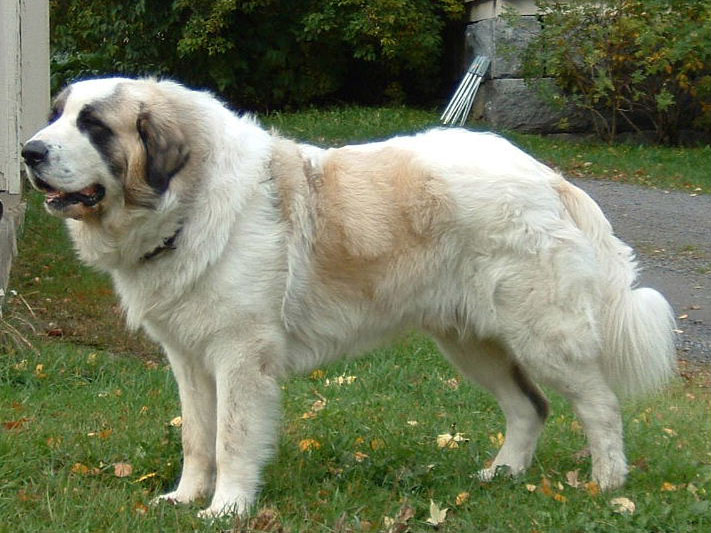
Mastí dels Pirineus
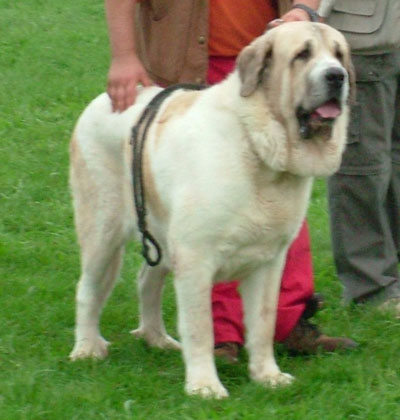
Mastí espanyol
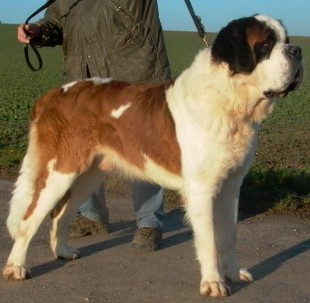
Santbernat
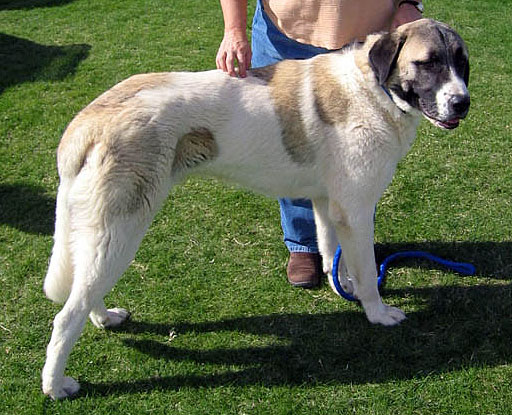
Pastor d'Anatòlia
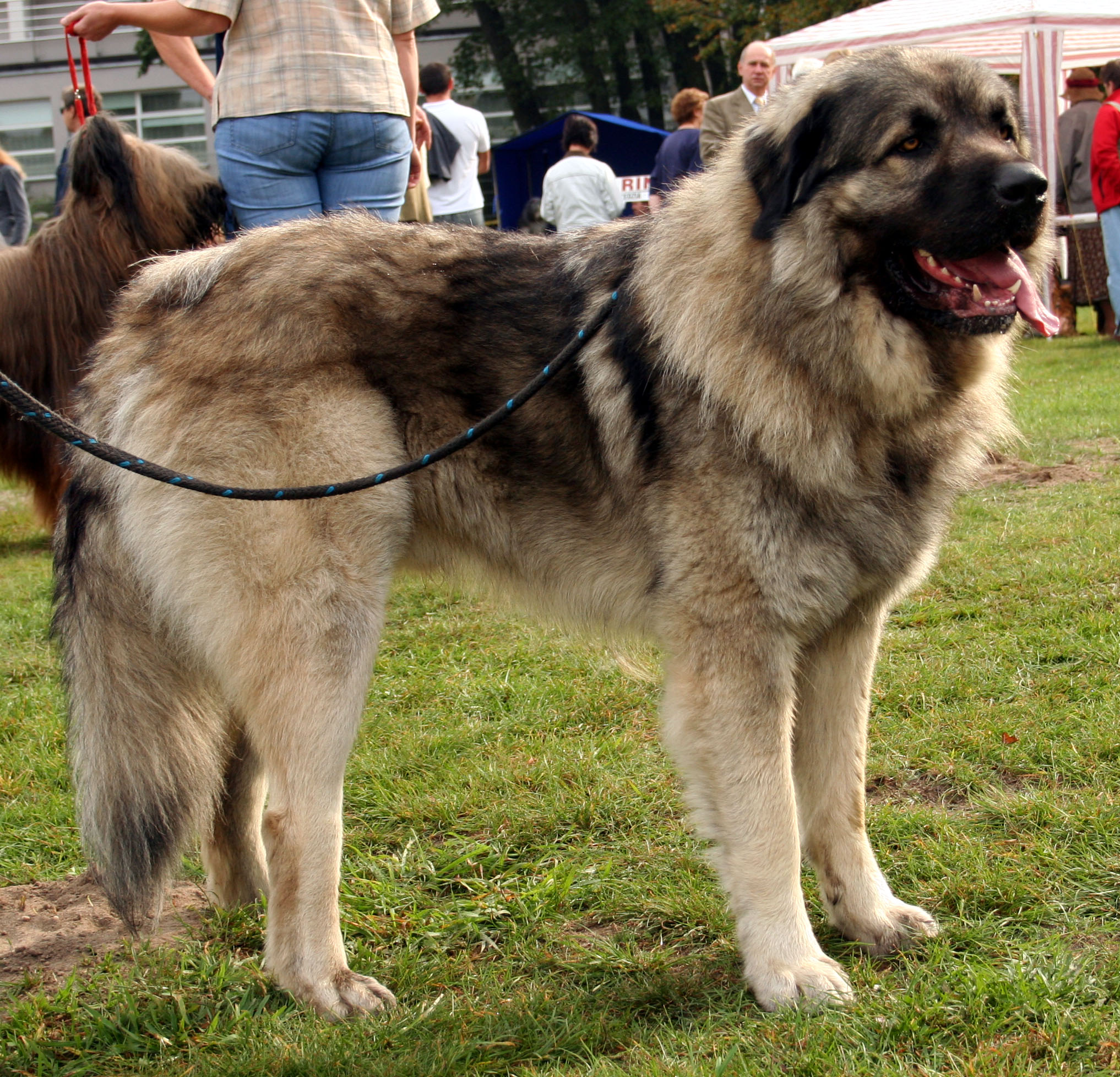
Šarplaninac
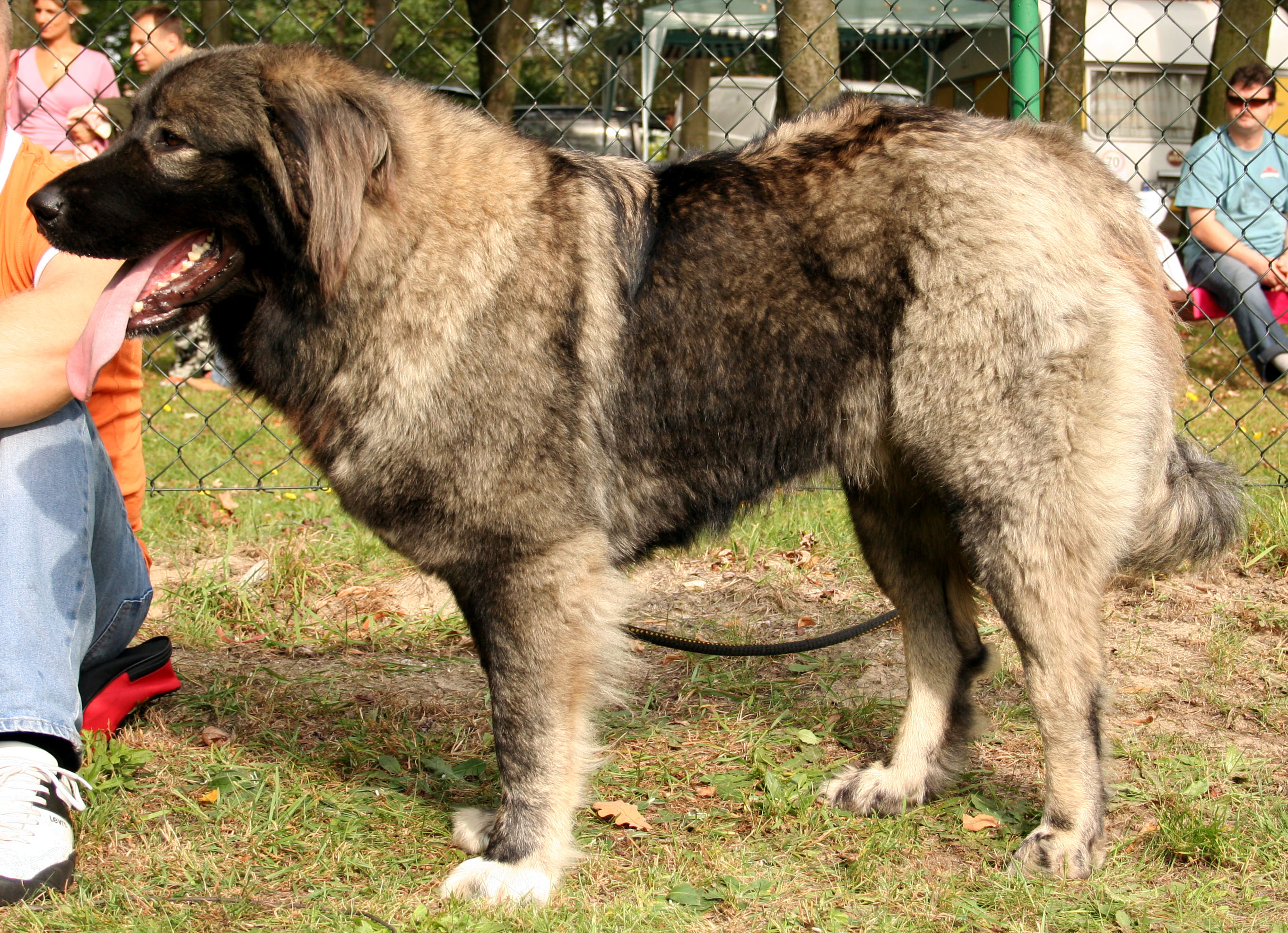
Pastor caucàsic
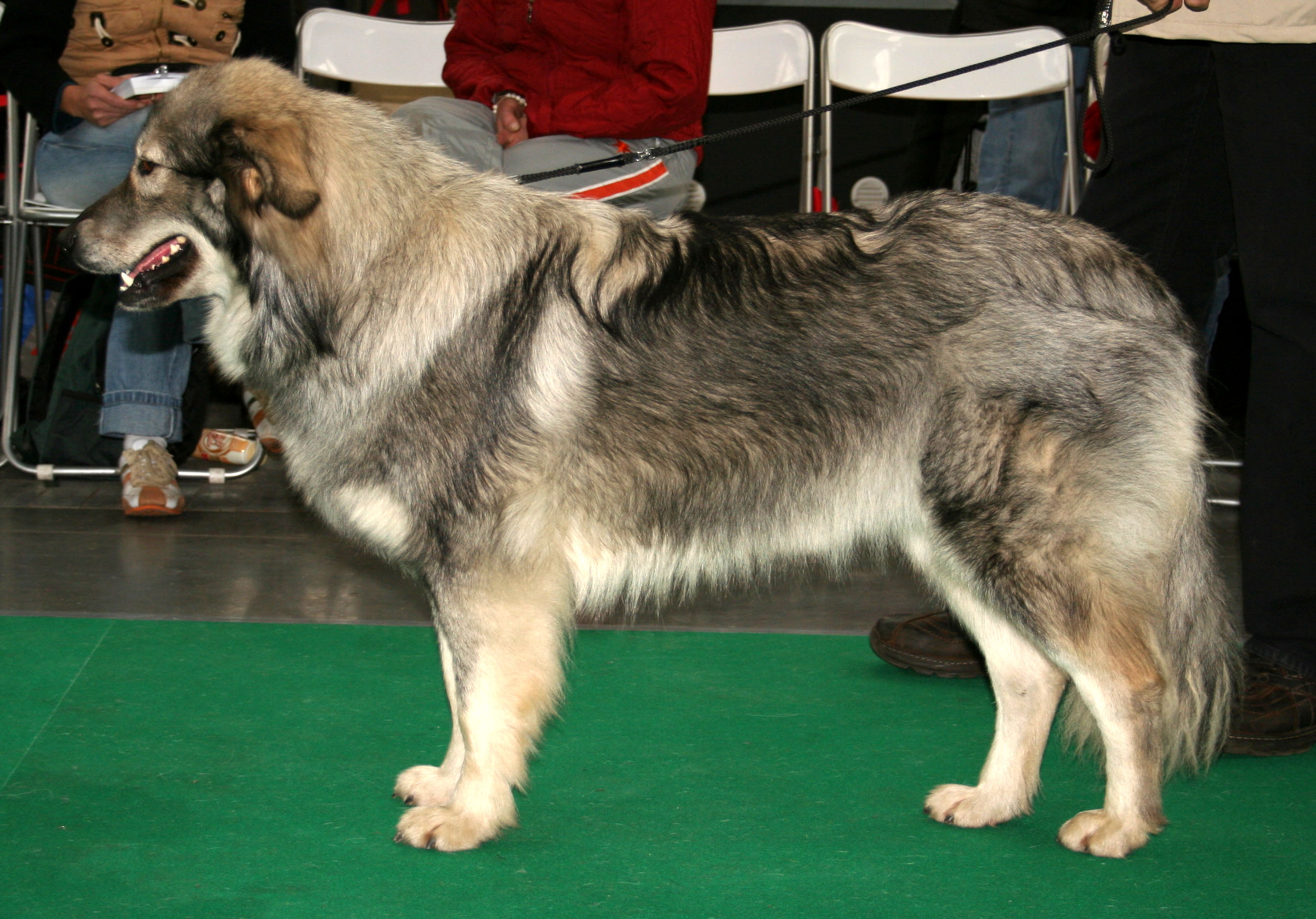
Pastor de Karst
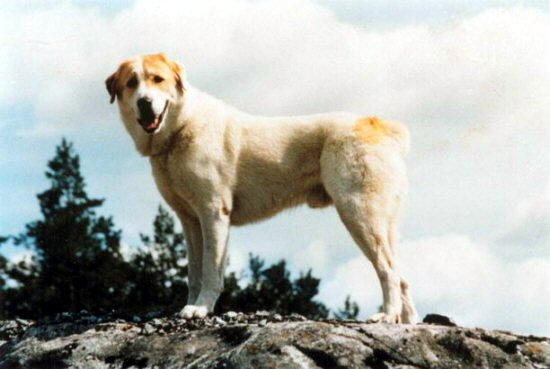
Pastor de l'Àsia central
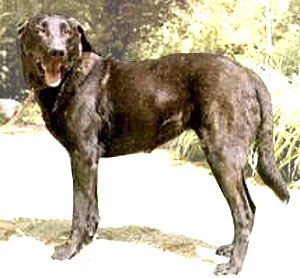
Cão de Castro Laboreiro

### Molossos de mida petita

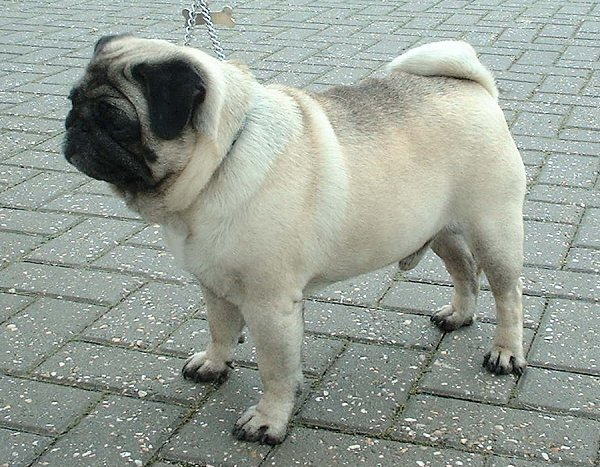
Carlí
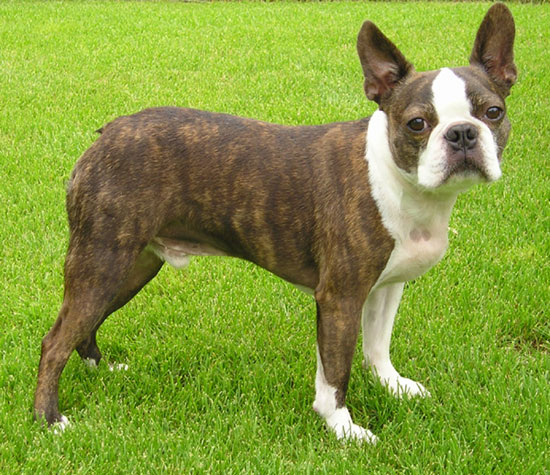
Boston Terrier
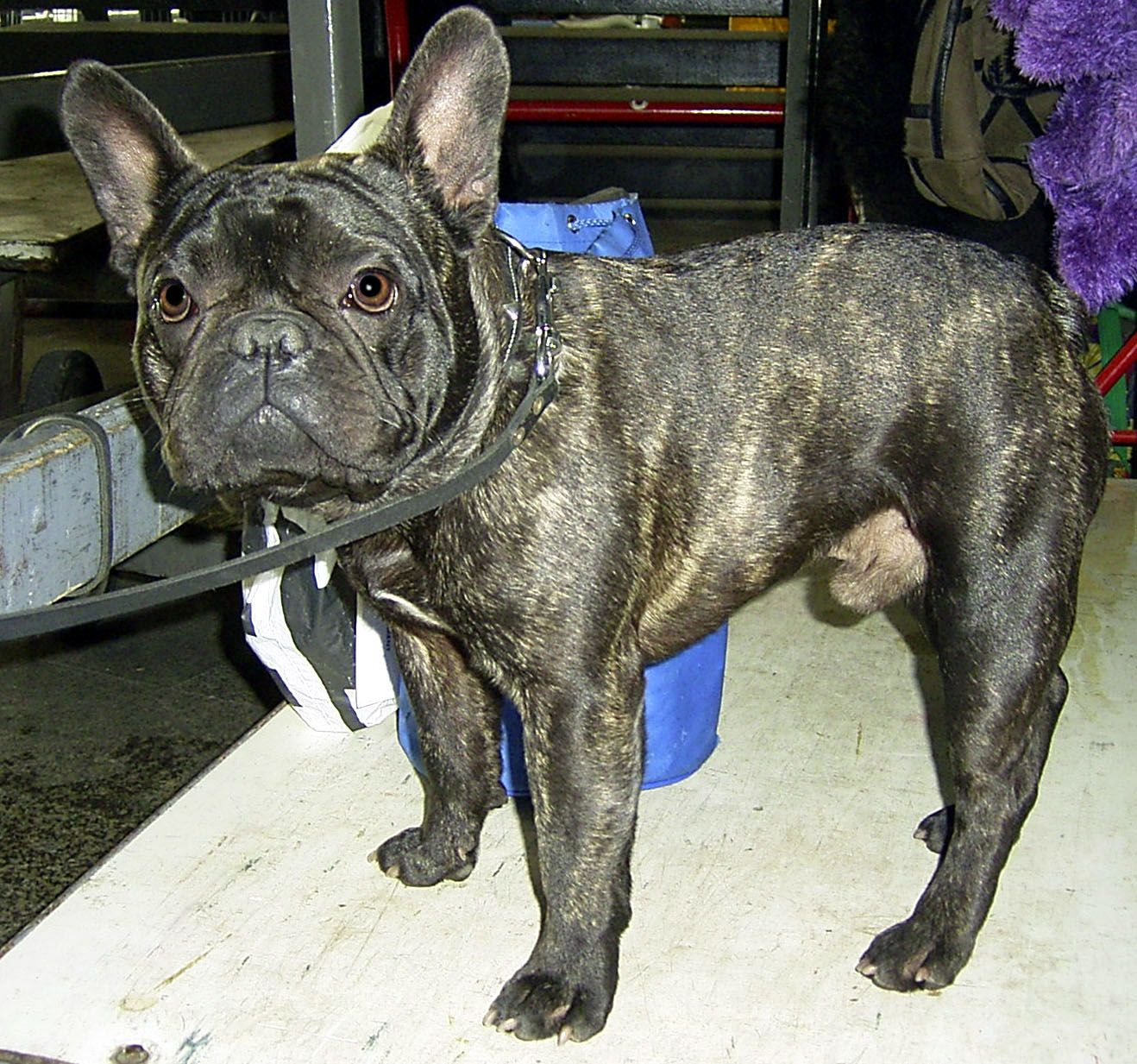
Buldog francès

### Races reconegudes per la FCI de forma provisional

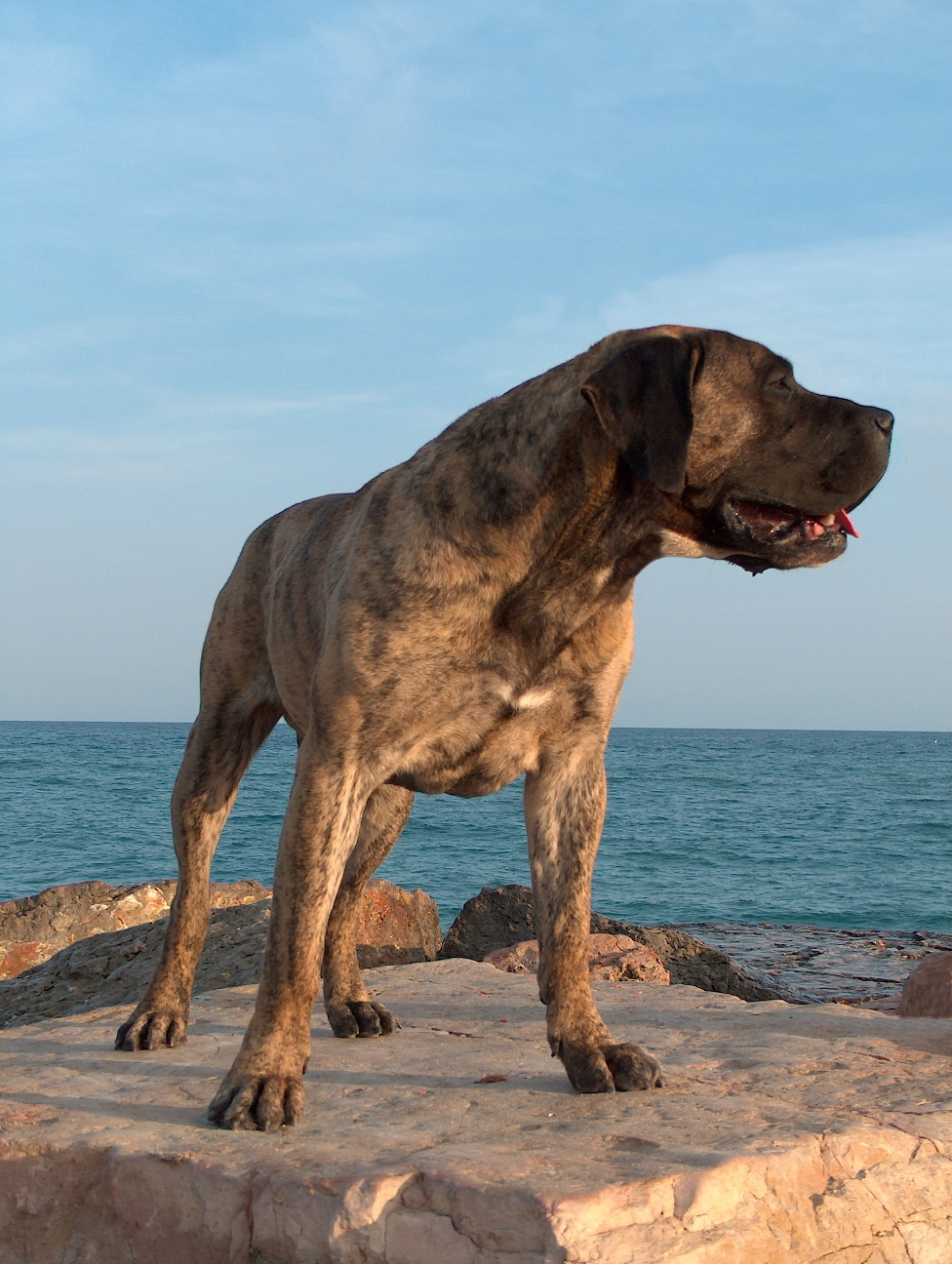
Presa canari
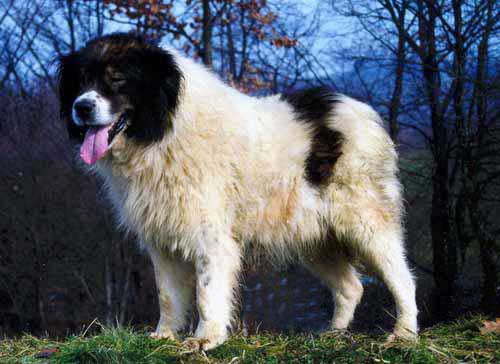
Pastor croat
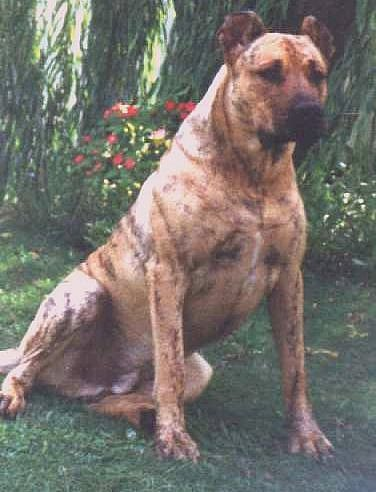
Gos cimarron uruguaià